# Matopo lobifera
Matopo lobifera là một loài bướm đêm trong họ Noctuidae.